# Bialska Kolej Dojazdowa

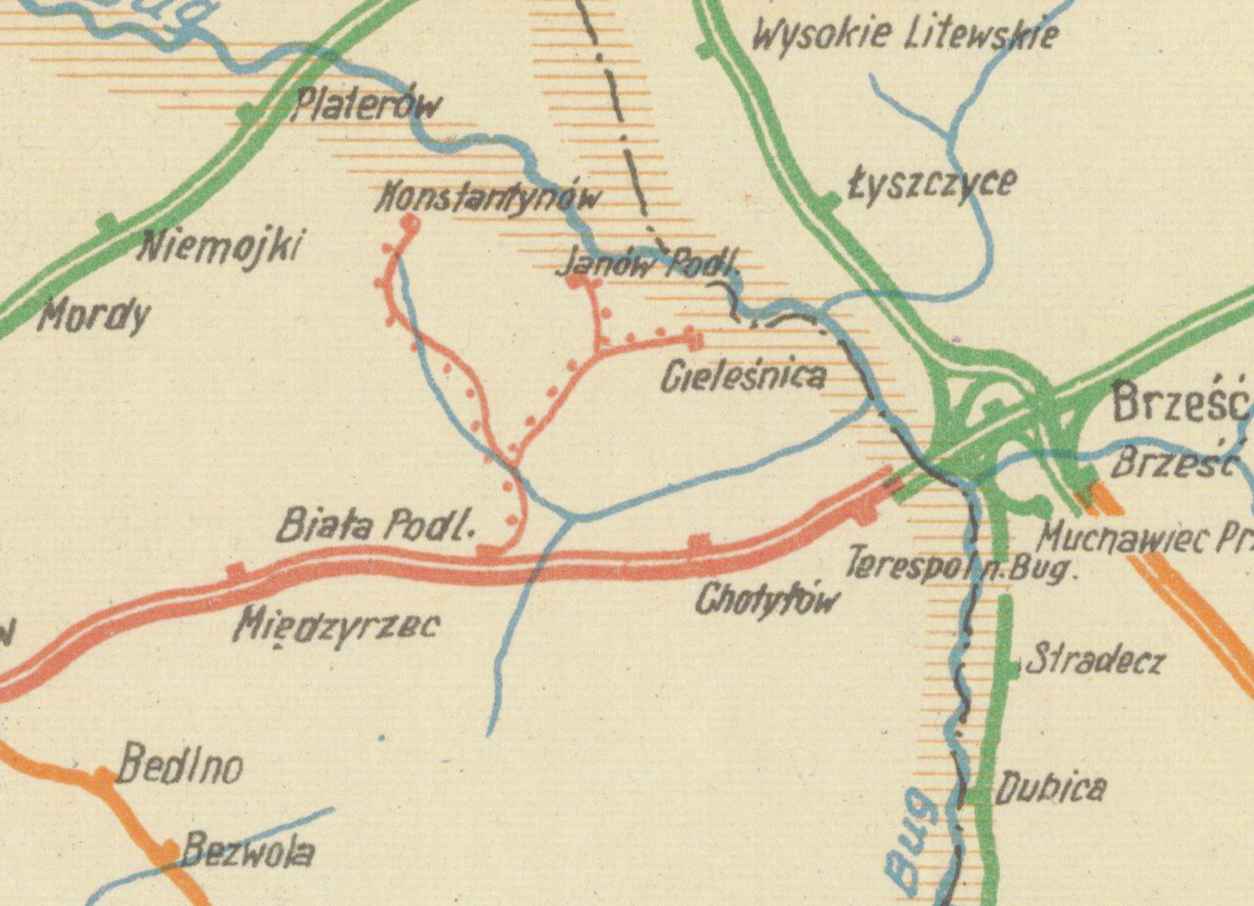
Bialska Kolej Dojazdowa w sąsiedztwie brzeskiego węzła kolejowego

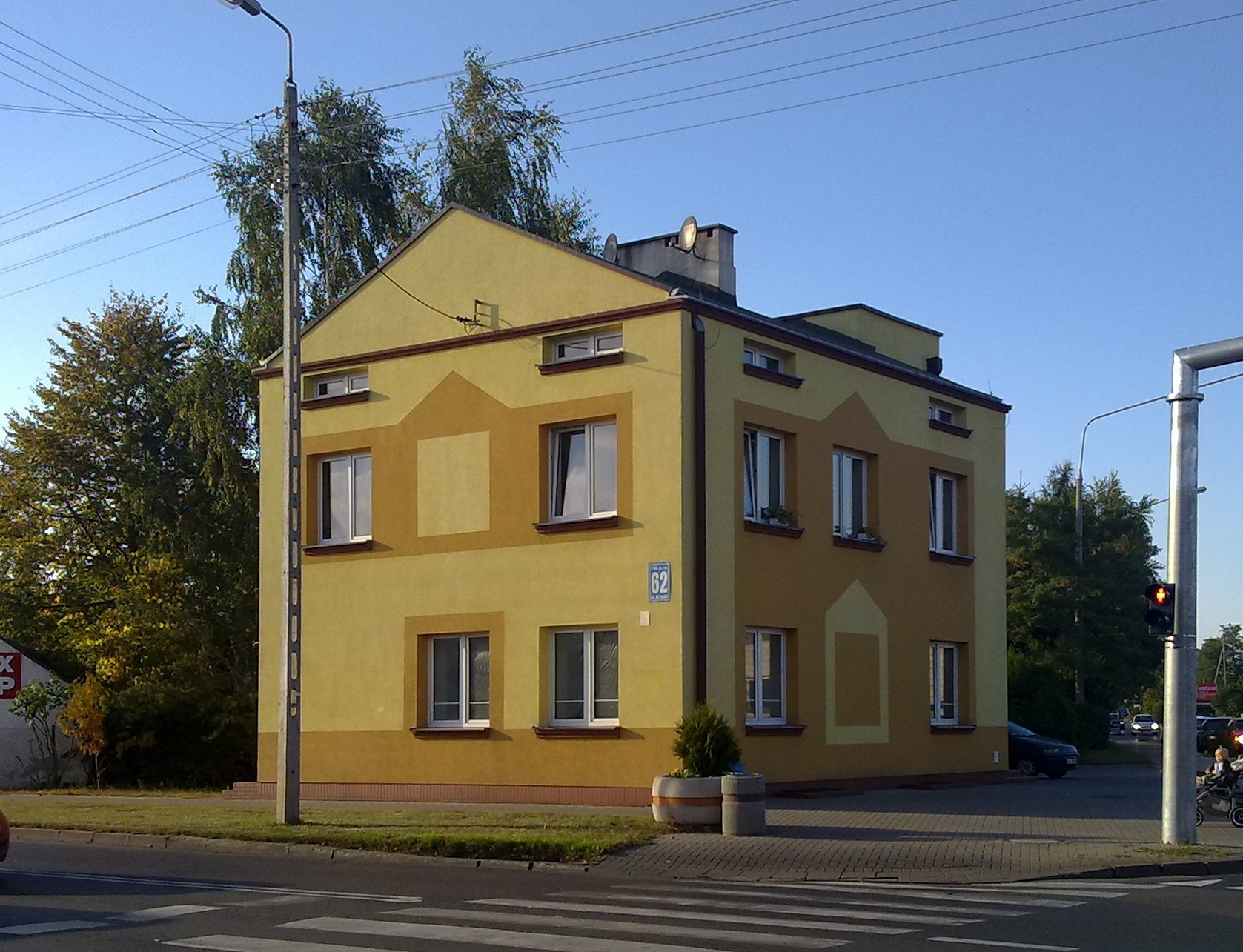
Dawny budynek stacyjny „Biała Podlaska Miasto”

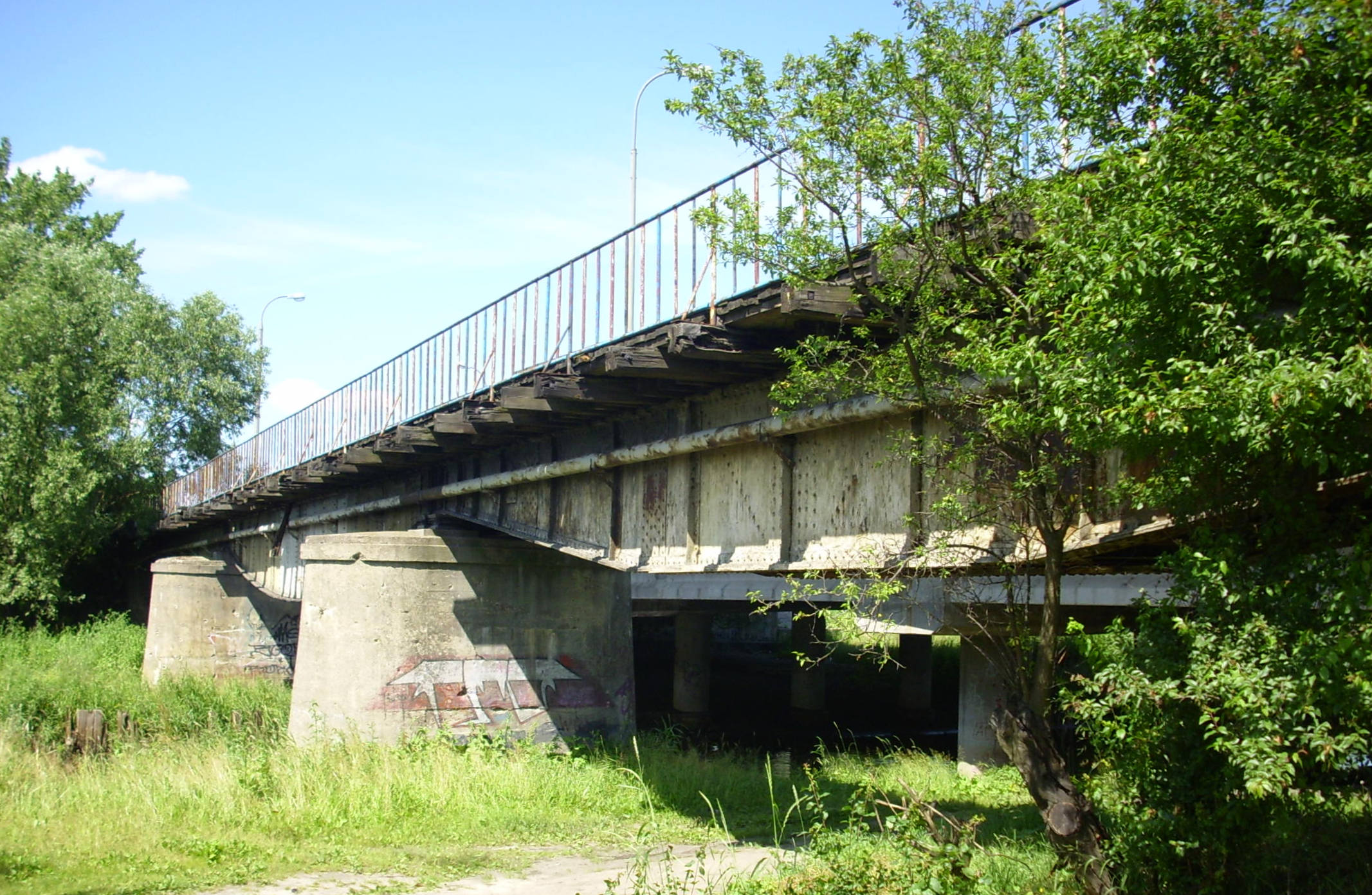
Dawny most kolei wąskotorowej w Białej Podlaskiej nad Krzną.

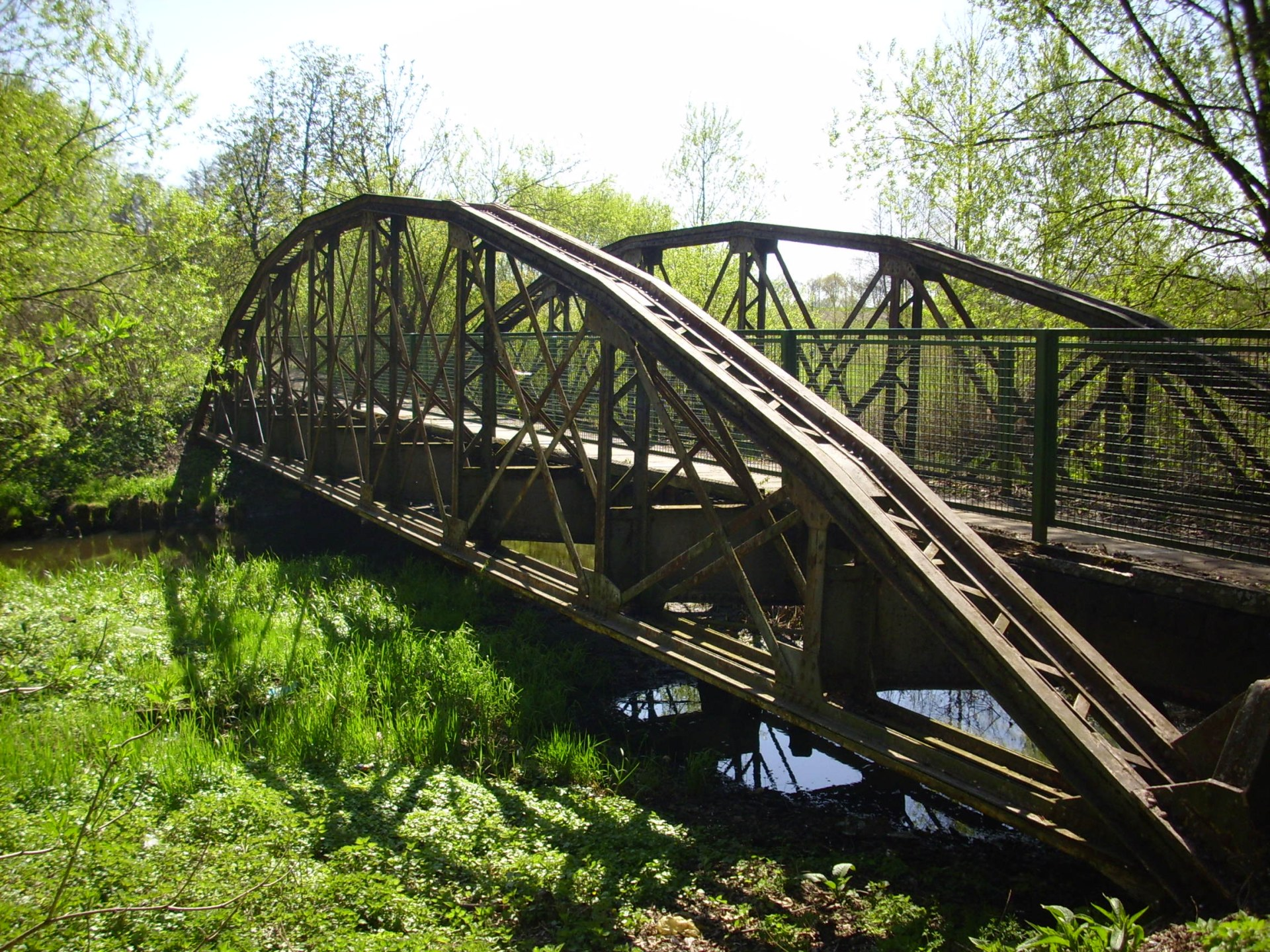
Dawny most kolejowy w Roskoszy nad Klukówką.

Bialska Kolej Dojazdowa została zbudowana przez Niemców w czasie I wojny światowej – w roku 1917. Budowa odcinka Biała Podlaska – Rokitno datowana jest na lata 1915–1916. Początkowo linia dochodziła tylko do cegielni we wsi Stasinów (do Konstantynowa tory doprowadzono po roku 1920) i do gorzelni w Klonownicy Dużej; otwarcie końcowego odcinka trasy do Janowa Podlaskiego nastąpiło 24 lipca 1923 roku.
Głównym celem powstania kolejki był przewóz drewna pozyskiwanego do celów wojskowych z okolicznych lasów.
W roku 1923 wybudowano odgałęzienie z Rokitna do Cieleśnicy. Znajdował się tam bardzo znany w okresie międzywojennym majątek barona Stanisława Rużyczki de Rosenwerth, a linia stanowiła jego prywatną własność do roku 1939 i obsługiwała znajdujące się tam olejarnię, młyn parowy, gorzelnię i elektrownię. W Rokitnie natomiast znajdowała się stacja osobowo–towarowa służąca przeładunkom.
W dwudziestoleciu międzywojennym były plany przedłużenia torów z Janowa do Wysokiego Litewskiego, z Konstantynowa do Platerowa, a z Białej Podlaskiej do Parczewa.
Po wybuchu II wojny światowej okolice Białej Podlaskiej początkowo zajęła Armia Czerwona. Parowozy bialskiej kolejki zostały wywiezione na wschód jako zdobycz wojenna. Gdy 9 października 1939 r. wkroczyły wojska niemieckie, kolejka pozbawiona była możliwości funkcjonowania. Niemiecki zarząd sprowadził lokomotywy m.in. z kolejki krośniewickiej.
We wrześniu 1943 r. w okolicach wsi miejscowości Solinki między Leśną Podlaską a Mariampolem miała miejsca akcja dywersyjna przeprowadzona przez AK – ostrzelano pociąg wiozący żołnierzy niemieckich i zabito dwóch Niemców. W odwecie hitlerowcy przeprowadzili pacyfikacje okolicznych wsi.
W latach pięćdziesiątych XX w. bialska „ciuchcia” przeżywała największy rozkwit. W kierunku Białej woziła najczęściej kredę ze złoża w okolicy Kornicy, płody rolne, żywe zwierzęta, drewno z miejscowych lasów, wyroby spirytusowe z Wytwórni Win i Likierów w Cieleśnicy (w tym surowy spirytus w beczkach), a także kiszone ogórki. Natomiast w odwrotną stronę najczęściej wagony wypełniało zaopatrzenie dla lokalnych Gminnych Spółdzielni. W tym czasie też rozpoczęły służbę nowoczesne – jak na owe czasy – parowozy Px48.
W Białej Podlaskiej trasa kolejki rozpoczynała się w okolicach wieży ciśnień w okolicach normalnotorowego dworca kolejowego. Zachował się dawny budynek dworca kolejki (obecnie budynek mieszkalny). Następnie tor wiódł skrajem obecnego parku „Zofilas” (obecnie przebiega tam Aleja Jana Pawła II, która dawniej nosiła miano ulicy Dębowej) i nasypem przez most na Krznie. Most ten początkowo był drewniany, położony nisko nad lustrem wody, ale w latach trzydziestych XX w. nasyp wraz z przeprawą podwyższono i przebudowano. Obecnie istniejący most stalowy, położony tuż przy moście drogowym, zbudowano w roku 1956; jest nieużywany i zamknięty dla wszelkiego ruchu. We wrześniu 2022 zdemontowano skorodowane barierki i inne elementy, które mogły zagrażać bezpieczeństwu.
Tor biegł dalej śladem obecnej Alei Jana Pawła II (fragmentu noszącego niegdyś nazwę ulicy Żelaznej). Na skrzyżowaniu z ulicą Brzeską był przejazd z rogatkami (od roku 1963), a zaraz za nim – stacja Biała Podlaska Miasto (dawniej była tu ul. Miła). Budynek stacyjny z czerwonej cegły wzniesiono w roku 1952 – mieściły się w nim kasy biletowe, bufet i mieszkania kolejarzy. Obecnie dom ma adres ul. Brzeska 62 – został przebudowany, otynkowany i pomalowany. Po zakończeniu pełnienia funkcji dworca przez kilkanaście lat mieścił się w nim sklep mięsny, następnie – od lat 90. XX w. – inne placówki handlowe, a obecnie (2024-07) parter zajmowany jest przez gabinet stomatologiczny.
Następnie tor biegł wzdłuż ul. Wiejskiej (na tyłach Cmentarza Rzymsko-Katolickiego), następnie łagodnym łukiem skręcał przed obecnym Liceum Katolickim (ul. Janowska 55) i prowadził równolegle do ul. Janowskiej. Za obwodnicą wzdłuż drogi nr 811 zachował się jeszcze nasyp.
W Roskoszy nad rzeką Klukówką do dziś stoi dawny kolejowy most z górnymi kratownicami, przystosowany obecnie do ruchu pieszego i rowerowego.
W 1962 roku wstrzymano przewozy pasażerów na odcinku Rokitno – Janów Podlaski z uwagi na nierentowność. Pociągi jeździły codziennie do Cieleśnicy, a we wtorki i czwartki do Konstantynowa. W maju 1971 zawieszono jednak ruch pociągów, a na przełomie 1971/1972 roku kolej została zlikwidowana, a ostatni pracownicy zwolnieni do końca maja 1972 roku.
- Rok budowy: 1917
- Lata likwidacji: 1971–1972
- Długość trasy: ok. 57 km
- Prześwit (rozstaw szyn): 750 mm
- Trasa: Biała Podlaska – Roskosz – Konstantynów / Rokitno – Cieleśnica / Janów Podlaski.

|                             | km   |                   | km   |
| --------------------------- | ---- | ----------------- | ---- |
| Biała Podlaska Wąsk. I      | 0,0  | ↴                 | ↴    |
| Biała Podlaska Wąsk. II     | 0,9  | ↴                 | ↴    |
| Biała Podlaska Miasto Wąsk. | 2,75 | ↴                 | ↴    |
| Rozkosz (ob. Roskosz)       | 7,13 | ↴                 | ↴    |
| Witulin                     | 12,0 | Kijowice          | 14,0 |
| Mariampol                   | 15,0 | Rokitno Podlaskie | 16,0 |
| Leśna Podlaska              | 19,0 | Klonowica Duża    | 19,0 |
| Nosów                       | 22,0 | Klonowica Mała    | 21,0 |
| Stasinów                    | 26,0 | Janów Podlaski    | 25,0 |
| Konstantynów                | 28,0 |                   |      |